# رؤیای پروانه (فیلم ۲۰۱۳)
«رویای پروانه» (ترکی استانبولی: Kelebeğin Rüyası) یک فیلم ترکیه ای در سبک درام و رمانتیک است که در سال ۲۰۱۳ منتشر شد. از بازیگران آن می‌توان به کیوانچ تاتلیتوغ و فرح زینپ عبداله اشاره کرد.

## موضوع فیلم
در یک شهر کوچک ترکیه دو شاعر جوان سعی در زنده ماندن و زندگی کردن دارند در حالی که اشعار آن ها دیگر جذابیتی ندارد.